# Alessandro Zilioli
Alessandro Zilioli (Venezia, 1596 – Venezia, 1645) è stato un storiografo, letterato e poeta italiano.
Alessandro Zilioli è autore delle Istorie memorabili (1646) in 22 libri, e delle Vite de' poeti italiani (1630), ricche di notizie. Le Vite de' poeti, rimaste inedite fino a tempi recenti, ebbero larga circolazione attraverso le copie che ne fece fare Angelico Aprosio, cui il manoscritto era stato affidato per lascito testamentario.

## Biografia
Nacque a Venezia nel 1596. Studiò diritto civile, storia, letteratura e acquisì una vasta erudizione. Fu un grande ammiratore di Giambattista Marino.
La sua opera principale, Storie memorabili de' nostri tempi libri X è il seguito delle storie di Giovanni Tarcagnota e di Bartolomeo Dionigi da Fano. Le Storie verranno continuate da Maiolino Bisaccioni e da Giovanni Battista Birago Avogadro, le cui opere si trovano normalmente riunite insieme a quelle di Zilioli. La parte di Zilioli in questa raccolta contiene i primi quarant'anni del XVI secolo.